# Ільїна Гора (Ядринський район)
І́льїна Гора́ (рос. Ильина Гора, чув. Ильина гора) — село у Чувашії Російської Федерації, у складі Великосундирського сільського поселення Ядринського району.
Населення — 102 особи (2010; 147 в 2002, 264 в 1979, 1076 в 1910, 645 в 1897). У національному розрізі у селі мешкають чуваші та росіяни.

## Історія
З 1745 року у селі діяв храм Пророка Божого Іллі. До 1861 року селяни мали статус поміщицьких (Єрмолаєві), займались землеробством, тваринництвом, лісозаготівлею. 1882 року відкрито однокласну церковнопарафіяльну школа. 1936 року церкву було закрито. До 1923 року село входило до складу Деяновської волості Курмиського повіту Симбірської губернії. До 10 червня 1929 року перебувало у складі Нижньогородської губернії, а до 15 липня того ж року — у складі вже Курмиського району Горьківскої області. Потім село увійшло до складу Нижньогородського краю, з 1932 року — у складі Горьківського краю, а з 1936 року — знову у складі Курмиського району Горьківської області. У період 1954–1958 років село перебувало у складі Спаського району. 29 вересня 1958 року село передане до складу Ядринського району Чуваської АРСР.

## Господарство
У селі діють фельдшерсько-акушерський пункт, клуб, пошта, магазин, церква (з 1993 року), СПК «Ільїногорський».